# Серен дел Грапа
Серѐн дел Гра̀па (на италиански: Seren del Grappa, официално до 1923 г. и на венециански: Seren, Серен) е село и община в Северна Италия, провинция Белуно, регион Венето. Разположено е на 385 m надморска височина. Населението на общината е 2491 души (към 2014 г.).